# Tiziana Jelmini
Tiziana Jelmini (* 30. Juli 1958 in Winterthur) ist eine Schweizer Schauspielerin.

## Leben
Tiziana Jelmini wurde an der Zürcher Hochschule der Künste zur Schauspielerin ausgebildet. Am Stadttheater Bern erhielt sie 1982 ihr erstes Engagement und debütierte in der Rolle der Myrinne in Lysistrata von Aristophanes. Sie war dort unter anderem ferner als Ophelia in Hamlet von William Shakespeare zu sehen, in der Uraufführung von Heinz Stalders Stück Kolumbus-Submulok oder in Der Frieden von Aristophanes in der Bearbeitung von Peter Hacks. Seit 1985 ist Jelmini freiberuflich tätig und spielte seitdem an zahlreichen Schweizer Bühnen, zum Beispiel im Theater Kanton Zürich, am Theaterhaus Gessnerallee, in der Roten Fabrik, im Theater Winkelwiese (alle in Zürich) oder im Theater an der Effingerstrasse in Bern.
Neben vielen anderen Rollen verkörperte sie verschiedene Titelfiguren, so 1986 in Fräulein Else von Arthur Schnitzler und 1991 in Die grosse Frau Agnes von Claudia Storz sowie in Anni B. von Mariella Mehr. Sie spielte Ella Rentheim in John Gabriel Borkman von Henrik Ibsen oder die Königin in Güldenstern und Rosenkranz von Tom Stoppard.
Gelegentlich arbeitet Jelmini auch vor der Kamera und war in zwei Folgen der Fernsehreihe Tatort zu sehen sowie in Episodenrollen in den Serien Marienhof und Anwalt Abel.

## Filmografie (Auswahl)
- 1986: Der Pendler
- 1987: Wendel
- 1989: Die Gottesanbeterin
- 1991: Auf der Suche nach Salome – Entführt
- 1991: Anwalt Abel – Reiche Kunden killt man nicht
- 1992: Zürich – Transit
- 1993: Marienhof (2 Folgen)
- 1993: Tatort – Gehirnwäsche
- 1993: Justiz
- 2003: November
- 2006: Grounding – Die letzten Tage der Swissair
- 2006: Das Fräulein
- 2012: Overbooked
- 2019: Aus dem Schatten
- 2020: Tatort – Züri brännt

## Hörspiele
- 1987: Hans Peter Treichler: Tisch vier bis sibe: Personalwiehnachte, Regie: Franziskus Abgottspon, SRF
- 2005: Hansjörg Schneider: Hunkeler macht Sachen, Regie: Reto Ott, SRF